# Gheorghe Georgescu
Gheorghe Georgescu (1. studenoga 1857. – Bukurešt, 1944.) je bio rumunjski general i vojni zapovjednik. Tijekom Prvog svjetskog rata zapovijedao je V. korpusom.

## Vojna karijera
Gheorghe Georgescu je rođen 1. studenoga 1857. godine. Vojnu naobrazbu započinje 1877. godine pohađanjem Vojne škole za pješaštvo i konjaništvo u Bukureštu koju završava 1879. godine. Čin poručnika dostiže 1883. godine, u čin satnika promaknut je 1887. godine, dok je u čin bojnika unaprijeđen 1892. godine. Godine 1896. promaknut u čin potpukovnika, dok čin pukovnika dostiže 1903. godine. Od 1910. obnaša dužnost glavnog inspektora za topništvo na kojoj dužnosti se nalazi do 1912. godine. Prije toga, 1909. godine, promaknut je u čin brigadnog generala. Tijekom 1913. sudjeluje u Drugom balkanskom ratu. Godine 1915. unaprijeđen je u čin divizijskog generala.

## Prvi svjetski rat
Nakon ulaska Rumunjske u rat na strani Antante Georgescu je imenovan zapovjednikom V. korpusa. Navedeni korpus sastojao se od 10. divizije kojom je zapovijedao Artur Vatioianu i 15. divizije kojom je zapovijedao Eremia Grigorescu, te je predstavljao pričuvu rumunjskog Glavnog stožera. Petim korpusom Georgescu je zapovijedao do 10. listopada 1916. kada je korpus raspušten.
Gheorghe Georgescu je preminuo 1944. godine u 87. godini života u Bukureštu.